# 恩斯特 (姓氏)
恩斯特（Ernst）可以指：

## 人物
- 马克斯·恩斯特（德語：Max Ernst，1891年4月2日－1976年4月1日），德国画家、雕塑家、图像艺术家及诗人。
- 喬尼·恩斯特（英語：Joni Kay Ernst；本姓卡爾弗（英語：Culver）；1970年7月1日－），美國共和黨政治家。
- 理查德·恩斯特（德語：Richard Robert Ernst，1933年8月14日－2021年6月4日），瑞士物理化學家。

|  | 本页或本分段罗列了姓氏为「恩斯特 (姓氏)」的人物。 如果是一个指代特定个人的内链将您引导到本页，請考慮修正該人物的名字以將链接指向正確的條目。 |